# フェアチャイルド ボーリングブローク
ボーリングブローク
飛行するボーリングブローク Mk.IV 9030号機
(1942年撮影)
- 用途：哨戒機、練習機、爆撃機
- 分類：爆撃機
- 設計者：（F・S・バーンウェル）
- 製造者：フェアチャイルド・エアクラフト（英語版）社
- 運用者： カナダ空軍
- 初飛行：1939年9月14日
- 生産数：626機
- 生産開始：1939年
- 運用開始：1939年11月15日
- 退役：1945年6月
- 運用状況：退役
- 原型機：ブレニム

ボーリングブローク（Fearchild Bolingbroke  ）は、カナダのフェアチャイルド・エアクラフト社が製造し、カナダ空軍で運用された軽爆撃機。
本機はイギリス空軍で運用されたブレニム軽爆撃機のフェアチャイルド社によるライセンス生産型である。名称の「ボーリングブローク (Bolingbroke)」は、イングランド東部リンカンシャー内の地名に由来する。

## 採用経緯
1935年、イギリス航空省はアンソンの後継となる沿岸偵察機兼軽爆撃機案を、仕様G.24/35として各メーカーに募集した。ブリストルは高速旅客機として開発中で、この年に初飛行したタイプ142をもとに開発したタイプ142M/ブレニムMk.Iを改良したタイプ149を提案した。
タイプ149はエンジンが自社製のアクィラエンジンへと換装され、より航続距離が伸びていたが、航空省はこの提案を受け入れなかった。その代わりに、マーキュリーMk.VIIIエンジンを搭載しているブレニムMk.Iを、タイプ149/ブレニムMk.IIIとして改造し通常の偵察任務に用いた。Mk.IIIは機首が機銃手のために延長され、操縦席より前左側の機首が操縦士の視界確保のために窪んだ設計となっている。
この頃、カナダ空軍も新しい海上哨戒機を欲していた。ブレニムの長い航続距離は、このカナダ空軍の要求に見合ったものであった。ケベック州にある、アメリカのフェアチャイルド社系列であるフェアチャイルド航空機社は、ブリストル社とブレニムのライセンス契約を締結し、ブレニムMk.IVに元々使用される予定であったボーリングブロークの名を使用して、ブレニムMk.IVのライセンス生産を開始した。これは軍では「ボリー (Bolly)」という愛称で呼ばれた。初期型はボーリングブロークMk.IとしてブレニムMk.IVと全く同じ設計であった。18機Mk.Iを製造したフェアチャイルド社は、カナダやアメリカの機器を使用し、エンジンをマーキュリーMk.XVへ換装したボーリングブロークMk.IVへと生産ラインを切り替えた。Mk.IVは防氷ブーツを装備し、救命艇も機内に搭載していた。
合計626機のボーリングブロークが生産されたが、このうち最も生産された型は457機が生産されたMk.IVTである。

## 各型
ボーリングブロークMk.I
海上哨戒機型。2基のマーキュリーVIIIエンジンを搭載し、英国の機器を装備している。ブレニムMk.IVと同一の機体。18機製造。
ボーリングブロークMk.II
Mk.Iの生産5機目の機器を米国のものへと変換した型で、Mk.IVのプロトタイプ。1機改造。
ボーリングブロークMk.III
Mk.Iの生産16機目を水上機化した型。エド航空機社製のフロートを2つ備えている。1機改造。
ボーリングブロークMk.IV
海上哨戒機型。2基のマーキュリーXVエンジンを搭載し、防氷ブーツと救命艇およびアメリカ製、カナダ製の機器を装備している。134機製造。
ボーリングブロークMk.IVW
2基のSB4Gツインワスプジュニアエンジン（825馬力）を搭載したMk.IVの派生型。Mk.IVWの性能はMk.IVの性能を下回り、イギリス製エンジンの供給が維持されエンジンを換装する必要がなくなったため、すぐに製造が打ち切られMk.IVの製造が再開された。15機製造。
ボーリングブロークMk.IVC
2基のR-1820サイクロンエンジン（900馬力）と高オクタン価燃料を必要とするMk.IVの派生型。1機製造。
ボーリングブロークMk.IVT
多目的練習機。マーキュリー XVエンジンを搭載した350機の後、低オクタン価燃料用にマーキュリー XXエンジンを搭載した107機の製造が行われた。このうち後期型は残り51機の時点で製造が打ち切られた。また6機は二重操縦装置が装備された。主に機上作業や操縦の練習に使用され、ボーリングブロークの各型で最も多く製造された。計457機製造。
ボーリングブロークMk.IVTT
標的曳航機型。後部胴体に標的曳航用のワイヤ装着フックが追加され、爆弾倉に標的を格納できるようになっている。Mk.IVTより89機改造。

## 現存する機体
| 型名   | 番号            | 機体写真 | 所在地                            | 所有者                             | 公開状況 | 状態     | 備考                                                                                       |
| ------ | --------------- | -------- | --------------------------------- | ---------------------------------- | -------- | -------- | ------------------------------------------------------------------------------------------ |
| Mk.IV  | 9059            |          | カナダ マニトバ州                 | イギリス連邦操縦訓練計画博物館     | 公開     | 静態展示 | 9940号機の主翼を使用して修復されている。                                                   |
| Mk.IVT | 9104 11-880-107 |          | カナダ ブリティッシュコロンビア州 | ブリティッシュコロンビア航空博物館 | 公開     | 静態展示 |                                                                                            |
| Mk.IVT | 9869            |          | カナダ マニトバ州                 | 西部カナダ王立航空博物館           | 公開     | 静態展示 | 修復されていない状態で展示されている。                                                     |
| Mk.IVT | 9892 1967.0643  |          | カナダ オンタリオ州               | カナダ航空宇宙博物館               | 公開     | 静態展示 |                                                                                            |
| Mk.IVT | 9893            | 写真     | イギリス ケンブリッジシャー州     | ダックスフォード帝国戦争博物館     | 非公開   | 修復中   |                                                                                            |
| Mk.IVT | 9895 11-880-207 |          | ベルギー ブリュッセル             | ベルギー王立軍事博物館en:          | 公開     | 静態展示 | 10038号機を使用して修復された。ブレニムMk.IV/L9416号機の塗装がされている。                 |
| Mk.IVT | 9896            | 写真     | カナダ ブリティッシュコロンビア州 | カナダ航空博物館                   | 公開     | 静態展示 | 機種部分のみ展示されている。                                                               |
| Mk.IVT | 9904            | 写真     | カナダ アルバータ州               | レイノルズ・アルバータ博物館       | 公開     | 修復中   |                                                                                            |
| Mk.IVT | 9940 962        |          | イギリス 東ロージアン州           | スコットランド国立航空博物館       | 公開     | 静態展示 |                                                                                            |
| Mk.IVT | 9944            |          | カナダ マニトバ州                 | イギリス連邦操縦訓練計画博物館     | 公開     | 静態展示 | 中央カナダ高速道路沿いに展示されている。                                                   |
| Mk.IVT | 9987            |          | カナダ アルバータ州               | カナダ爆撃機コマンド博物館         | 公開     | 静態展示 |                                                                                            |
| Mk.IVT | 9997            |          | カナダ ノヴァスコシア州           | グリーンウッド軍事航空博物館       | 公開     | 修復中   |                                                                                            |
| Mk.IVT | 10001           |          | イギリス ロンドン                 | イギリス空軍博物館ロンドン館       | 公開     | 静態展示 | ブレニムMk.IV/L8756号機の塗装がされている。                                                |
| Mk.IVT | 10038           |          | イギリス ケンブリッジシャー州     | フライング・レジェンズ             | 公開     | 飛行可能 | 機首が改造され、ブレニムMk.Iとして飛行している。ブレニムMk.I/L6739号機の塗装がされている。 |
| Mk.IVT | 10040           | 写真     | カナダ オンタリオ州               | カナダ軍用機遺産博物館             | 非公開   | 修復中   |                                                                                            |
| Mk.IVT | 10076           |          | アメリカ アリゾナ州               | ピマ航空宇宙博物館                 | 公開     | 静態展示 | ブレニムMk.IV/Z9592号機の塗装がされている。                                                |
| Mk.IVT | 10117           |          | カナダ オンタリオ州               | カナダ軍用機遺産博物館             | 公開     | 静態展示 |                                                                                            |
| Mk.IVT | 10120           | 写真     | カナダ アルバータ州               | レイノルズ・アルバータ博物館       | 公開     | 静態展示 |                                                                                            |
| Mk.IVT | ？              | 写真     | カナダ ケベック州                 | モントリオール航空博物館           | 公開     | 静態展示 |                                                                                            |